# Protesto de Rosenstraße

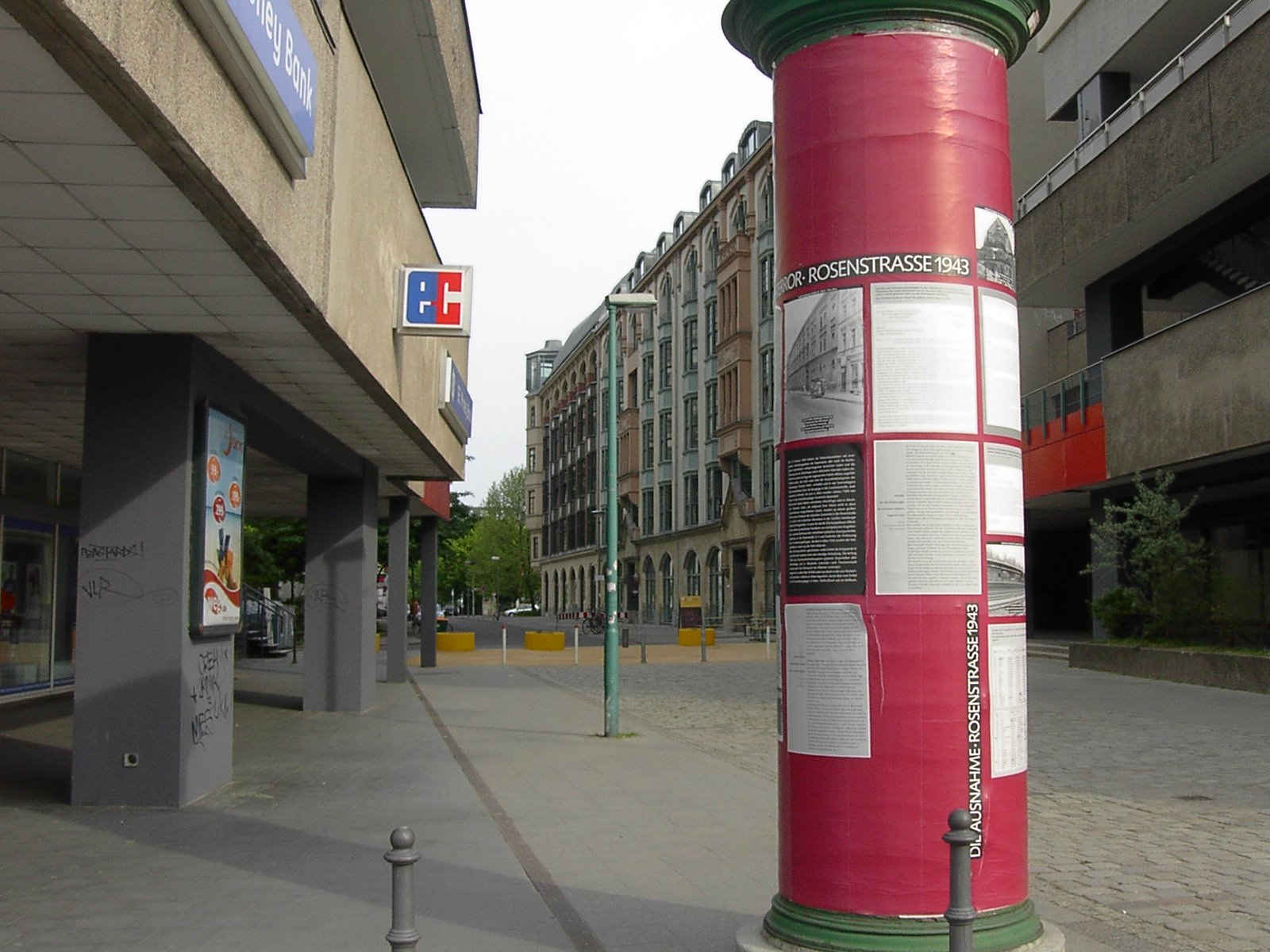
O prédio onde os homens judeus foram detidos nao existe mais em Rosenstraße. Uma coluna cor-de-rosa foi erguida no local para celebrar o evento.

O protesto de Rosenstraße foi um protesto não-violento em Rosenstraße ("Rua da rosa") em Berlim entre fevereiro e março de 1943, realizado pelas esposas não-judias ("Arianas") de homens judeus que estavam presos e aguardavam a deportação. O protesto terminou com a libertação dos homens. Foi um exemplo significativo da resistência alemã ao Holocausto.

## Eventos
Após a derrota alemã na Batalha de Stalingrado, a Gestapo prendeu os últimos judeus de Berlim durante a operação que ficou conhecida como Fabrikaktion. Cerca de 1 800 homens judeus, quase todos eles casados com mulheres não-judias (os outros eram os Geltungsjuden, pessoas percebidas pelo regime nazistas como sendo judaicas) foram separados dos outros 6 000 presos e abrigados temporariamente em Rosenstraße 2–4, uma casa de abrigo para a comunidade judaica localizada no centro de Berlim.
Os 1 800 homens eram chamados de "judeus privilegiados", uma categoria isenta de deportação e outras medidas antijudaicas pelo fato de serem casados com mulheres alemãs ou serem empregados na Reichsvereinigung der Juden in Deutschland (Associação do Reich para os judeus da Alemanha), organização estatal responsável pelo controle populacional dos judeus.

## Memória

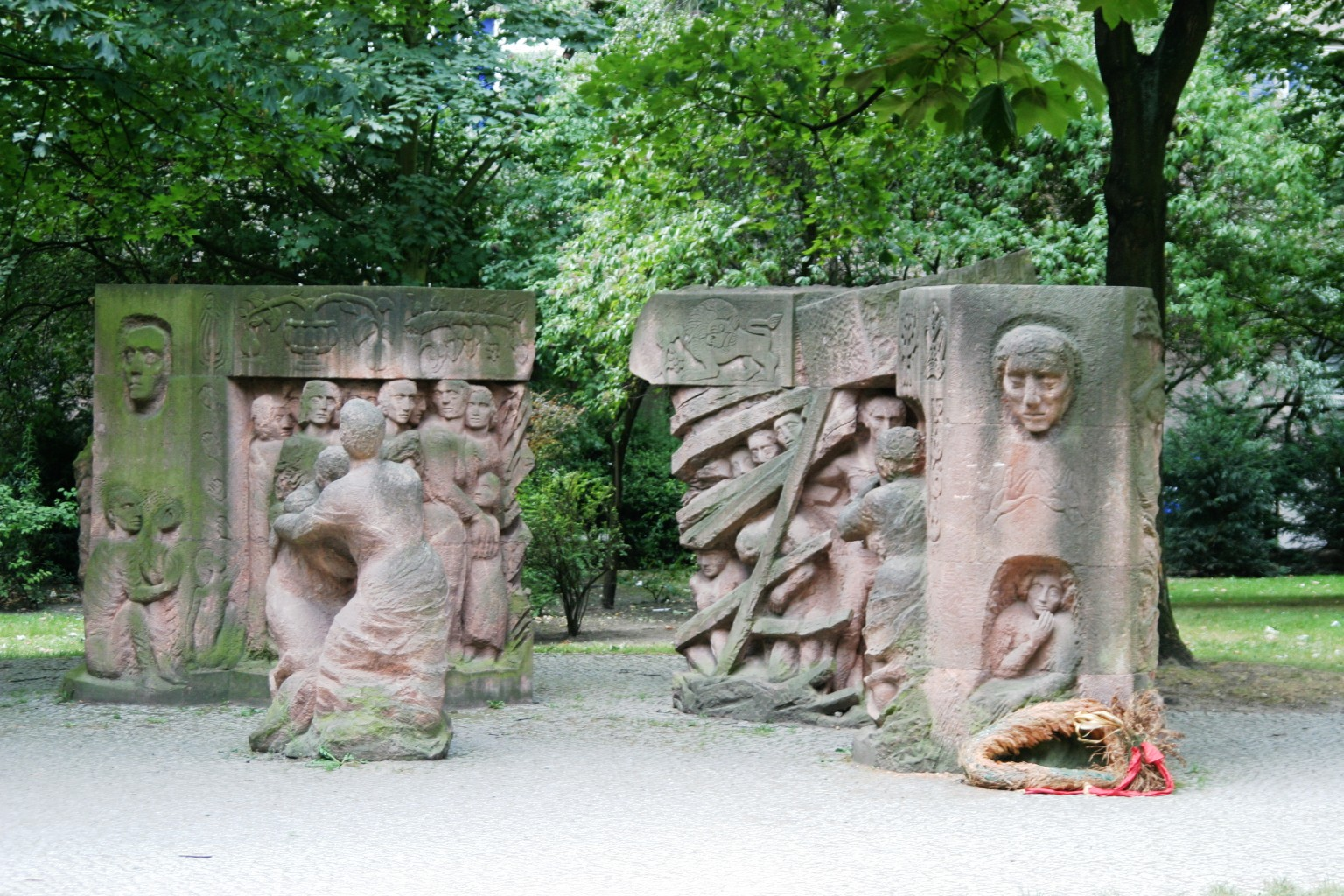
Parte do memorial Block der Frauen, de Ingeborg Hunzinger.

O prédio em Rosenstraße, perto de Alexanderplatz, onde os homens foram alojados foi destruído durante um bombardeio dos Aliados no final da guerra. O local agora é marcado por uma coluna cor-de-rosa de menos de três metros de altura em homenagem ao protesto. Informações sobre o ocorrido estão descritas na coluna.
Na década de 1980, Ingeborg Hunzinger, um escultor alemão-oriental, criou um memorial às mulheres que participaram do protesto de Rosenstraße. O memorial Block der Frauen (Bloco de mulheres) foi erguido em 1995 num parque não muito distante do local do protesto. A escultura mostra mulheres protestando e chorando, enquanto uma inscrição no fundo diz: "A força da desobediência civil, o vigor do amor supera a violência da ditadura; Nos devolvam nossos homens; Mulheres estiveram de pé aqui enfrentando a morte; Os homens judeus foram libertados".
Os eventos do protesto de Rosenstraße foram transformados em filme pela diretora Margarethe von Trotta em 2003, sob o título de Rosenstraße.